# Sean Monahan
Sean Monahan (né le 12 octobre 1994 à Brampton dans la province de l'Ontario au Canada) est un joueur professionnel canadien de hockey sur glace. Il évolue au poste d'attaquant.

## Biographie

### Carrière en club
En 2010, il commence sa carrière junior dans la Ligue de hockey de l'Ontario avec le 67 d'Ottawa. Il est choisi en sixième position par les Flames de Calgary lors du repêchage d'entrée dans la LNH 2013. Le 3 octobre 2013, il joue son premier match dans la Ligue nationale de hockey avec les Flames chez les Capitals de Washington. Le lendemain, il marque son premier but face aux Blue Jackets de Columbus.
Le 18 août 2022, il est échangé aux Canadiens de Montréal avec un choix conditionnel de 1er tour en 2025 en retour de considérations futures. Il décide de porter le numéro 91, puisque son numéro 23, est retiré en l'honneur de Bob Gainey.
Le 2 février 2024, les Canadiens de Montréal l’échangent aux Jets de Winnipeg en échange d'un choix de premier tour en 2024 et d'un choix conditionnel de troisième tour en 2027. Pour que les Canadiens obtiennent ce choix conditionnel, les Jets doivent remporter la coupe Stanley en juin 2024. 
À son sixième match avec les Jets, Monahan réussi un tour du chapeau en seulement 5 minutes 17 secondes contre son ancienne équipe les Flames de Calgary. Cependant, ce n'est pas suffisant pour remporter ce match, disputé le 19 février 2024, alors que les Jets s'inclinent 6-3.

### Carrière internationale
Il représente l'équipe du Canada au niveau international. Il prend part aux sélections jeunes.

## Statistiques

### En club
| Saison     | Équipe                | Ligue      |     | Saison régulière | Saison régulière | Saison régulière | Saison régulière | Saison régulière |    | Séries éliminatoires | Séries éliminatoires | Séries éliminatoires | Séries éliminatoires | Séries éliminatoires |
| Saison     | Équipe                | Ligue      | PJ  | B                | A                | Pts              | Pun              | PJ               | B  | A                    | Pts                  | Pun                  |                      |                      |
| 2010-2011  | 67 d'Ottawa           | LHO        | 65  | 20               | 27               | 47               | 32               | 4                | 2  | 2                    | 4                    | 0                    |                      |                      |
| 2011-2012  | 67 d'Ottawa           | LHO        | 62  | 33               | 45               | 78               | 38               | 18               | 8  | 7                    | 15                   | 12                   |                      |                      |
| 2012-2013  | 67 d'Ottawa           | LHO        | 58  | 31               | 47               | 78               | 24               | -                | -  | -                    | -                    | -                    |                      |                      |
| 2013-2014  | Flames de Calgary     | LNH        | 75  | 22               | 12               | 34               | 8                | -                | -  | -                    | -                    | -                    |                      |                      |
| 2014-2015  | Flames de Calgary     | LNH        | 81  | 31               | 31               | 62               | 12               | 11               | 3  | 3                    | 6                    | 2                    |                      |                      |
| 2015-2016  | Flames de Calgary     | LNH        | 81  | 27               | 36               | 63               | 18               | -                | -  | -                    | -                    | -                    |                      |                      |
| 2016-2017  | Flames de Calgary     | LNH        | 82  | 27               | 31               | 58               | 20               | 4                | 4  | 1                    | 5                    | 0                    |                      |                      |
| 2017-2018  | Flames de Calgary     | LNH        | 74  | 31               | 33               | 64               | 24               | -                | -  | -                    | -                    | -                    |                      |                      |
| 2018-2019  | Flames de Calgary     | LNH        | 78  | 34               | 48               | 82               | 12               | 5                | 1  | 1                    | 2                    | 0                    |                      |                      |
| 2019-2020  | Flames de Calgary     | LNH        | 70  | 22               | 26               | 48               | 25               | 10               | 2  | 6                    | 8                    | 2                    |                      |                      |
| 2020-2021  | Flames de Calgary     | LNH        | 50  | 10               | 18               | 28               | 10               | -                | -  | -                    | -                    | -                    |                      |                      |
| 2021-2022  | Flames de Calgary     | LNH        | 65  | 8                | 15               | 23               | 24               | -                | -  | -                    | -                    | -                    |                      |                      |
| 2022-2023  | Canadiens de Montréal | LNH        | 25  | 6                | 11               | 17               | 16               | -                | -  | -                    | -                    | -                    |                      |                      |
| 2023-2024  | Canadiens de Montréal | LNH        | 49  | 13               | 22               | 35               | 10               | -                | -  | -                    | -                    | -                    |                      |                      |
| 2023-2024  | Jets de Winnipeg      | LNH        | 34  | 13               | 11               | 24               | 2                | 5                | 0  | 1                    | 1                    | 0                    |                      |                      |
| Totaux LNH | Totaux LNH            | Totaux LNH | 764 | 244              | 294              | 538              | 181              | 35               | 10 | 12                   | 22                   | 4                    |                      |                      |

### En équipe nationale
| Année | Compétition          |   | PJ | B | A | Pts | Pun      |  | Résultat |
| 2014  | Championnat du monde | 8 | 0  | 2 | 2 | 2   | 5e place |  |          |

## Trophées et honneurs personnels

### Ligue de hockey de l'Ontario
- 2011-2012 : nommé dans la deuxième équipe d'étoiles en 2011-2012

### Ligue nationale de hockey
- 2017-2018 : finaliste du trophée Lady Byng[9]